# Georg David Schmidt
Georg David Schmidt (* 11. Januar 1818 in Wiesbaden; † 19. Jahrhundert) war ein deutscher Landwirt und Mitglied der Zweiten Kammer der Landstände des Herzogtums Nassau.

## Leben
Georg David Schmidt wurde als Sohn des Badewirts und Ratsherrn Philipp Christian Schmidt (1780–1857) und dessen Ehefrau Wilhelmine Theodore Blum (1789–1834) geboren. Er übernahm den elterlichen Badebetrieb bzw. die Landwirtschaft und erhielt 1855 als Nachfolger des Abgeordneten Christian Wilhelm Kreidel ein Mandat aus dem Wahlkreis XXIII (Stadt Wiesbaden) für die Zweite Kammer des Landtags des Herzogtums Nassau. 
Seine Parlamentszugehörigkeit, die bis 1857 andauerte, fiel in die siebte Wahlperiode.  
Die Wahlbeteiligung lag bei drei bis vier Prozent und in einigen Gemeinden fand die Wahl mangels Interesse überhaupt nicht statt. Im Gegensatz zu den vorherigen Parlamenten stellten Landwirte, von denen viele zudem Bürgermeister ländlicher Kommunen waren, die größte Gruppe unter den Abgeordneten der zweiten Kammer. 